# Nati nel 1247
| Questa pagina contiene informazioni ricavate automaticamente dalle voci biografiche con l'ausilio del template Bio e di un bot. L'aggiornamento è periodico e automatico e ricostruisce completamente la pagina. Se manca una persona in questa lista, sei pregato di non aggiungerla, ma accertati piuttosto che la sua voce biografica contenga il template Bio e che i dati anagrafici siano correttamente compilati. Se il template Bio manca, inseriscilo tu stesso o, in alternativa, metti l'avviso {{tmp\|Bio}} che ne segnala la mancanza. Se i dati riportati sono sbagliati, correggi direttamente la voce biografica; le modifiche saranno visibili in questa lista entro pochi giorni. Per chiarimenti vedi il progetto biografie. La lista contiene solo le 13 persone che sono citate nell'enciclopedia e per le quali è stato implementato correttamente il template Bio. Pagina aggiornata al 18 giu 2025. |

- Giovanni da Montecorvino, missionario e arcivescovo cattolico italiano († 1328)
- Giovanni I di Hainaut, nobile olandese († 1304)
- Guidinello III da Montecuccoli, condottiero italiano († 1336)
- Isabella d'Aragona, principessa († 1271)
- Isabella di Lussemburgo, marchesa lussemburghese († 1298)
- Margherita da Cortona, religiosa italiana († 1297)
- Isabella Mortimer, nobile britannica († 1292)
- Ottone I di Nassau, nobile tedesco
- Remigio dei Girolami, religioso italiano († 1319)
- Lapo degli Uberti, politico e poeta italiano († 1312)
- Rashid al-Din Hamadani, storico, funzionario e medico persiano († 1318)
- Iolanda di Borgogna-Nevers, nobile francese († 1280)
- Todros ben Yehudah ha-Lewi Abu l-A'fiya, poeta spagnolo († 1305)